# Square Louise-Weiss (Strasbourg)
Pour les articles homonymes, voir Square Louise-Weiss.
Le square Louise-Weiss  est un espace vert de Strasbourg rattaché administrativement au quartier Gare - Kléber et situé dans le quartier historique de la Petite France. Il est bordé au nord par le quai de la Petite-France qui longe le canal de navigation de l'Ill et fait face au quai de la Bruche. Au sud, il donne sur le canal de la Spitzmühle. De l'autre côté se trouve un second parc, le square Suzanne-Lacore et, au-delà, le quai du Woerthel.

## Histoire et aménagement
À la fin du XIXe siècle, de nombreuses activités industrielles sont implantées autour des canaux de la Petite France. L'emplacement du futur square est alors entièrement bâti. Il abrite des entrepôts de bois et de charbon, ainsi qu'une tannerie. On y trouve également un établissement de bains (Bad Napoleon), que l'on aperçoit sur la carte postale de 1920.

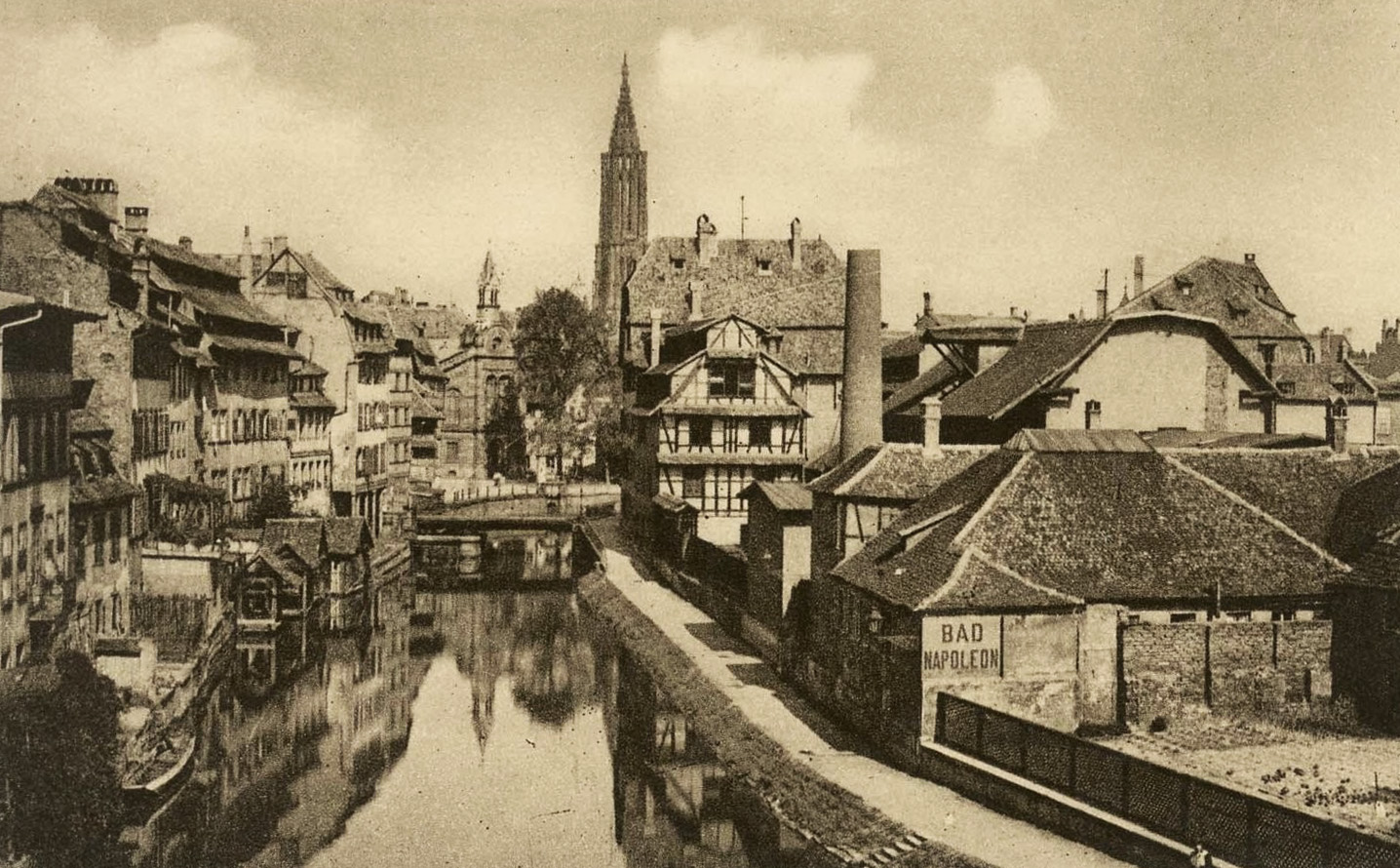
Le site en 1920[3].
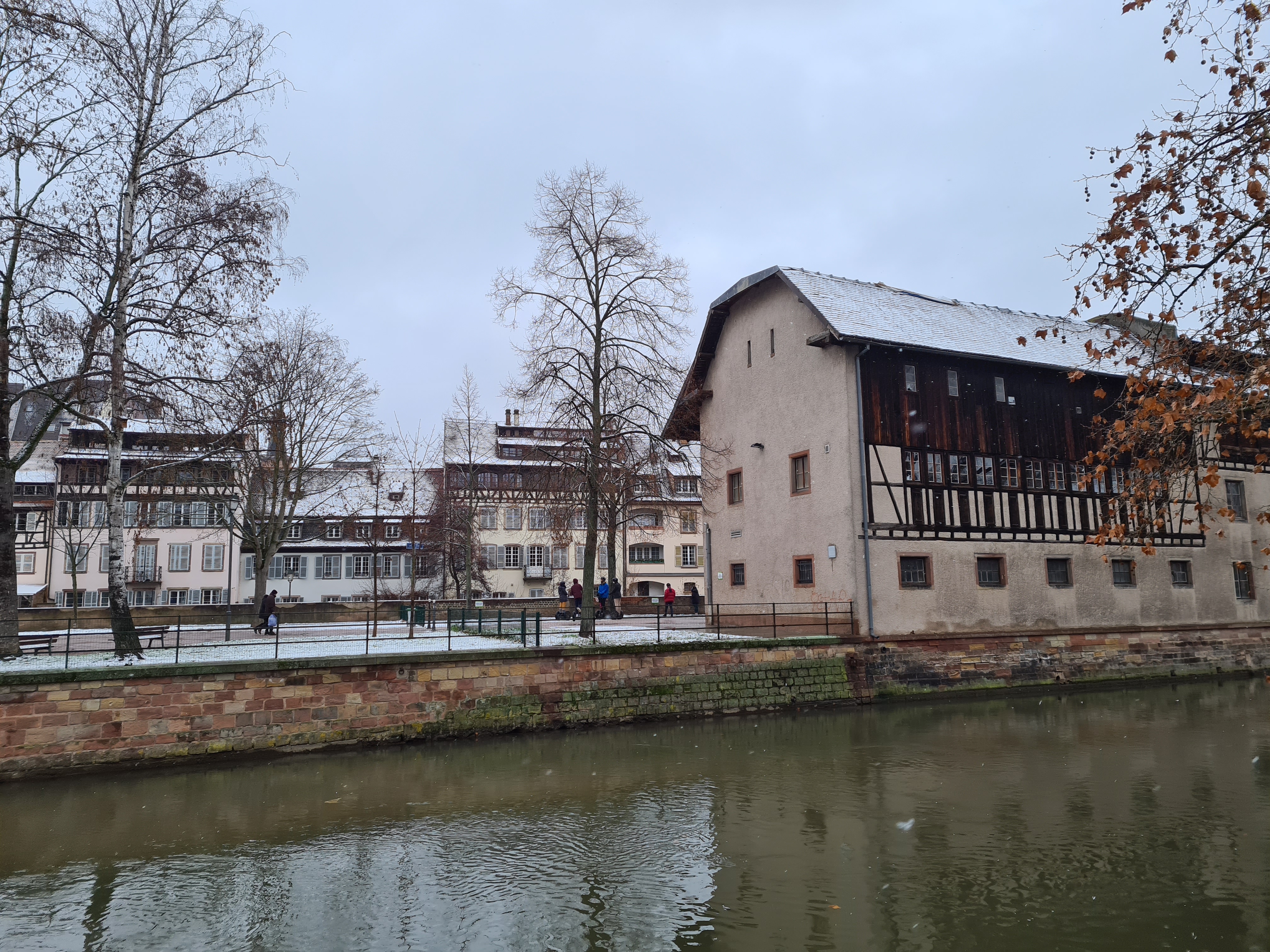
Ancien bâtiment industriel vers la rue des Moulins.
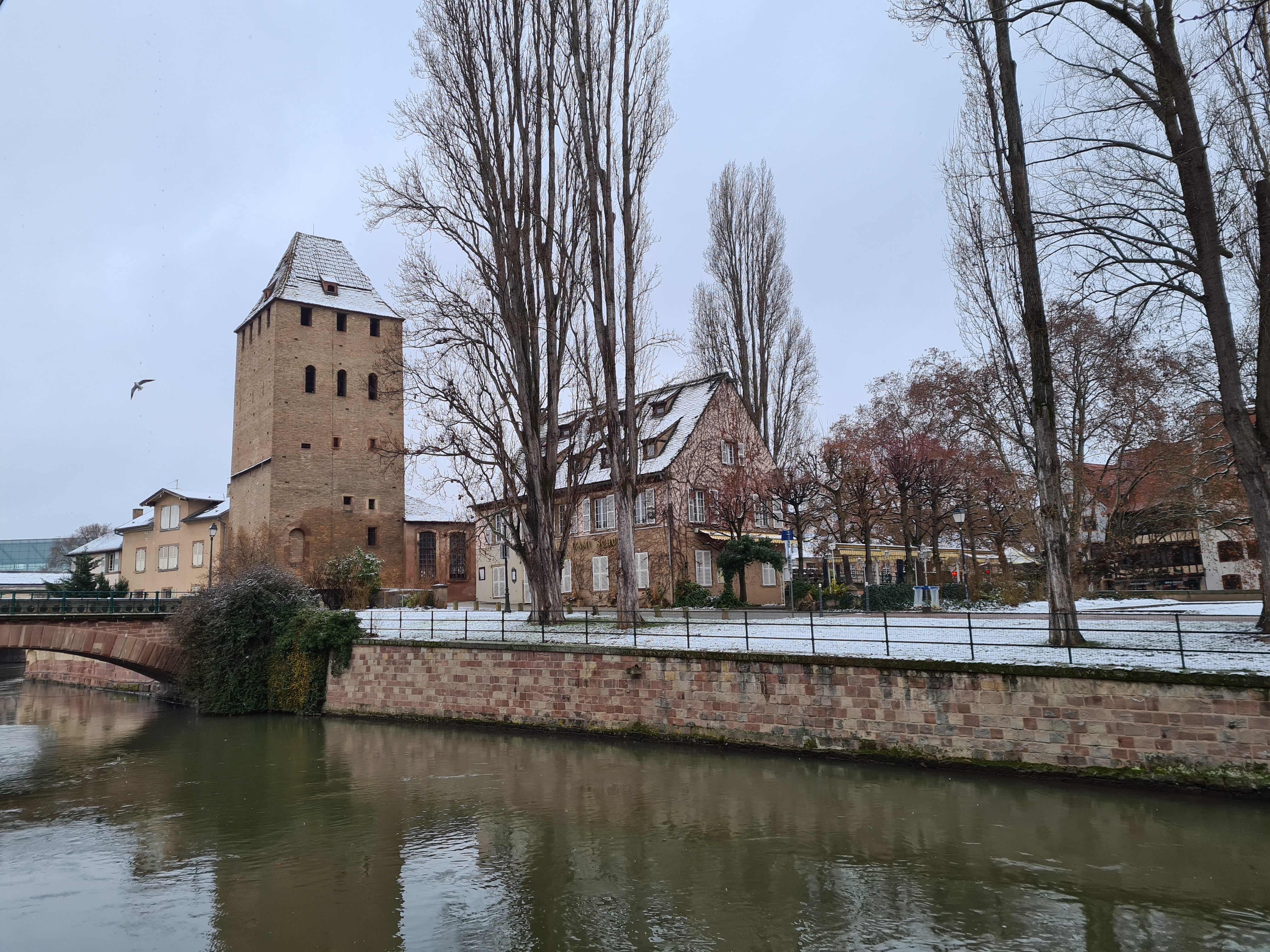
Le square en direction de la tour de l'Éclusier.

À l'exception du bâtiment qui abrite aujourd'hui un restaurant près de la tour carrée de l'Éclusier (Heinrichsturm), les maisons et les hangars sont démolis sur cette bande de terre vers 1970.

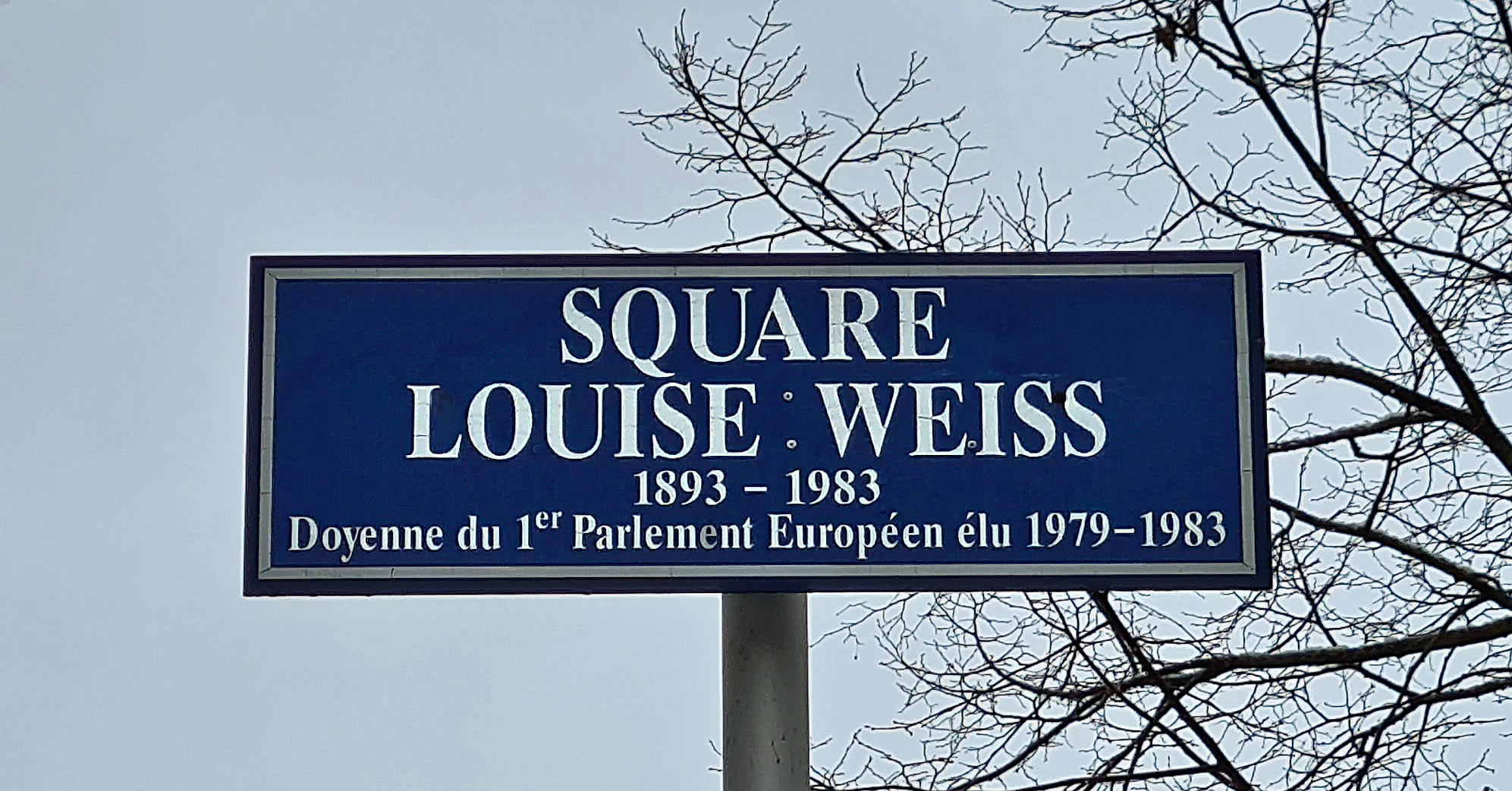
Plaque.

En 1972, un petit parc, le square des Ponts-Couverts, y est aménagé. Il prend son nom actuel en 1989, en hommage à Louise Weiss (1893-1983), doyenne du premier Parlement européen élu (1979-1983).
En 1993, une colonne du sculpteur Marc Linder y est érigée. À proximité de cette œuvre se trouve une plaque de bronze fixée sur un socle de grès. Elle est ornée d'un médaillon de Louise Weiss, réalisé par Paul Belmondo et accompagné d'une phrase de Pierre Pflimlin, alors maire de Strasbourg, qui rappelle le rôle historique de Louise Weiss.
En 2015, la surface gazonnée est augmentée, boulodromes et barbecues y sont installés.